# Jürgen Scharf

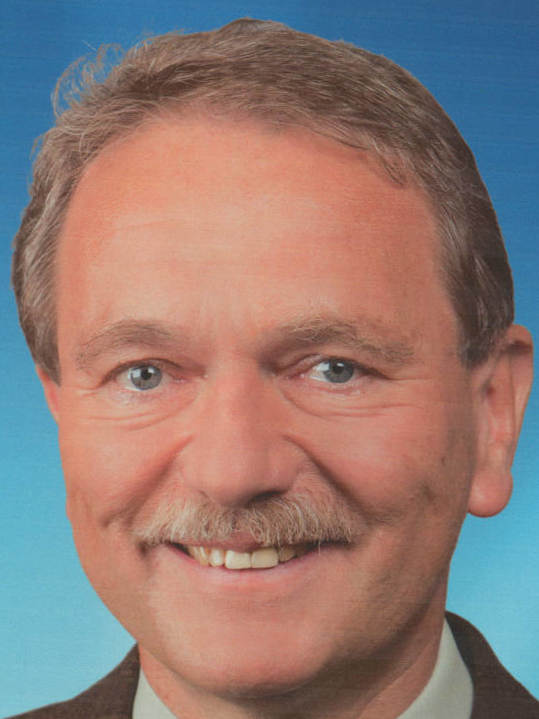
Jürgen Scharf (2011)

Jürgen Scharf (* 15. September 1952 in Salzwedel) ist ein deutscher Landespolitiker (CDU). Er war von April 2002 bis April 2011 Fraktionsvorsitzender der Christdemokraten im Landtag von Sachsen-Anhalt.

## Leben
Scharf besuchte bis 1971 eine Erweiterte Oberschule, die er mit dem Abitur abschloss. Anschließend absolvierte er bis 1975 ein Mathematikstudium an der Technischen Hochschule Otto von Guericke in Magdeburg, welches er als Diplommathematiker beendete. Danach fand Scharf im damaligen Institut für Lacke und Farben in Magdeburg eine Anstellung. Von 1979 bis 1990 firmierte sein Arbeitgeber unter dem Namen VEB Forschung und Rationalisierung Lacke und Farben (VEB FRM) im Kombinat Lacke und Farben der DDR. Dort war Scharf in der angewandten Forschung auf dem Gebiet der Lacke und Farben tätig.

## Politik
1976 trat Scharf in die DDR-Blockpartei CDU ein. Für diese saß er von 1978 bis 1983 als Abgeordneter in der Stadtbezirksversammlung Magdeburg-Südost.
In den Zeiten der politischen Wende wurde Scharf im Betriebsnachfolger  Magdeburg Lacke GmbH zum Betriebsratsvorsitzenden gewählt.
Bei den ersten Landtagswahlen in Sachsen-Anhalt im Oktober 1990 trat Scharf als Direktkandidat im Wahlkreis Magdeburg III an und gewann diesen knapp vor dem Mitbewerber der SPD, Wolfgang Ernst. Seitdem war er Mitglied des Landtages. In der 5. Wahlperiode (2006–2011) vertrat er den Wahlkreis Magdeburg II als direkt gewählter Abgeordneter. Bei der Landtagswahl 2011 gewann er mit 30,9 % der Erststimmen wieder das Direktmandat im Wahlkreis Magdeburg II und schaffte so den erneuten Einzug in den sachsen-anhaltischen Landtag. 2016 schied er aus dem Landtag aus.
Scharf gilt als Vertreter eines ausgleichenden Politikstils.
Ehrenamtliche Funktionen in Auswahl:
- Betriebsratsvorsitzender Magdeburger Lacke GmbH
- Vorsitzender CDU-Kreisverband Magdeburg
- Mitglied des Vorstandes CDU Sachsen-Anhalt
- Mitglied Grundsatzprogrammkommission der CDU Deutschlands
- Landesvorsitzender Evangelischer Arbeitskreis der CDU Sachsen-Anhalt (EAK)
- Mitglied Synode der Evangelischen Kirche der Kirchenprovinz Sachsen
- ehemaliger Vorsitzender Lotto-Toto-Beirat Sachsen-Anhalt